# Sibine dorans
Sibine dorans är en fjärilsart som beskrevs av Dyar 1927. Sibine dorans ingår i släktet Sibine och familjen snigelspinnare. Inga underarter finns listade i Catalogue of Life.